# Васьково (Свердловская область)
Васьково — деревня в Тавдинском городском округе Свердловской области. Входит в состав Увальского сельского совета.

## История
Деревня основана в 1931 году для раскулачивания переселенцев с Кубани, Украины и Белоруссии.

## География
Населённый пункт расположен на правом берегу реки Тавда в 24 километрах на юго-восток от административного центра округа — города Тавда.

### Часовой пояс
Васьково как и вся Свердловская область, находится в часовой зоне МСК+2. Смещение применяемого времени относительно UTC составляет +5:00.

## Население
| 2002 | 2010 | 2021 |
| ---- | ---- | ---- |
| 36   | ↘17  | ↘14  |

## Улицы
Деревня разделена на четыре улицы (Береговая, Кольцевая, Речная, Центральная) и один переулок (Песчаный).